# Lubuk Keliat (plaats)
Lubuk Keliat is een bestuurslaag in het regentschap Ogan Ilir van de provincie Zuid-Sumatra, Indonesië. Lubuk Keliat telt 2061 inwoners (volkstelling 2010).